# 克拉克嶺
84°32′S 64°50′W / 84.533°S 64.833°W
克拉克嶺（英語：Clark Ridge）是南極洲的山嶺，位於伊莉莎白女王地，處於勞里山以西4海里，長7公里，屬於帕圖克森特山脈中安德森山脈的一部分，美國地質調查局根據測量和該國海軍的空中照片繪入地圖，現時由南極條約體系管理。